# B&O 50
A B&O 50 egy B-B tengelyelrendezésű áramvonalas dízelmozdony-sorozat volt, melyet az amerikai General Motors Electro-Motive Division gyártott. Az 1342 kW  teljesítményű mozdonyból összesen egy db-ot gyártottak 1935-ben.